# Vierschanzentournee 1970/71
Bei der 19. Vierschanzentournee 1970/71 fand das Springen in Oberstdorf am 30. Dezember statt, am 1. Januar folgte das Springen in Garmisch-Partenkirchen und am 3. Januar das Springen in Innsbruck. Die Veranstaltung in Bischofshofen wurde am 6. Januar durchgeführt. Obwohl Ingolf Mork auf drei der vier Schanzen siegen konnte, wurde er nur Gesamtzweiter und die Tournee knapp von Jiří Raška gewonnen.

## Nominierte Athleten
In der Saison zwischen den vergangenen Weltmeisterschaften und den kommenden Olympischen Spielen war das Teilnehmerfeld nicht ganz so groß. Die Teams aus Japan, Kanada und Italien blieben diesmal der Tournee fern. Eine andere Mannschaft musste notgedrungen fernbleiben, die Mannschaft aus der Sowjetunion mit Doppelweltmeister Napalkow. Nach der Ankunft in München und einem darauffolgenden Imbiss zeigten mehrere sowjetische Springer Symptome einer infektiösen Darmerkrankung. Somit zählen vor allem die seit Jahren starken Tschechoslowaken um den ewigen Tourneezweiten Jiří Raška und die Norweger vor allem mit Mork und Tomtum zu den Favoriten. Der Dreifachsieger Wirkola stand nicht mit im Aufgebot, dafür waren mehrere junge Talente aufgeboten. Hinzu kamen die wiedererstarkten Polen, von denen Gasienica bei der WM auf der Großschanze Bronze ersprungen hatte. Die DDR-Vertretung hatte im Sommer 1970 einen herben Schlag erlitten. Der langjährige Auswahltrainer und Entdecker von Helmut Recknagel, Hans Renner, war im Juli völlig unerwartet mit gerade einmal 50 Jahren verstorben. Das Ableben des Erfolgstrainers traf die Führung des DLSV völlig unvorbereitet. Mit Ernst Tallowitz wurde letztlich eine Verlegenheitslösung präsentiert. Er selbst war im Alpinen Skisport aktiv gewesen und als Trainer bis dahin überwiegend im Nachwuchsbereich tätig. Tallowitz nominierte um den Vorjahressieger Horst Queck nur vier weitere Springer und ließ neben dem erfahrenen Wolfgang Stöhr drei 17-jährige Tourneeneulinge starten. Tourneeerfahrene Athleten wie Heinz und Rainer Schmidt sowie Christian Kiehl blieben außen vor. Queck selbst war zwar im Februar 1970 noch zweifacher DDR-Meister geworden, stürzte aber anschließend bei einem Skiflugwettbewerb in Oberstdorf schwer. An den Sturzfolgen hatte er noch zu arbeiten.
| Nation             | Athleten |
| ------------------ | --- |
| BR Deutschland     | Henrik Ohlmeyer, Günther Göllner, Alfred Grosche, Sepp Schwinghammer, Ernst Wursthorn, Wilhelm Haydt, Heinz Ruddhardt, Franz Keller, Peter Hauser, Heini Ihle, Bernd Zapf, Helmut Fischer, Peter Dubb, Georg Bühl, Tim Ackermann, Toni Guggemoos                    |
| DDR                | Bernd Eckstein, Wolfgang Stöhr, Henry Glaß, Horst Queck, Eberhard Seifert |
| Österreich         | Max Golser, Reinhold Bachler, Ernst Kröll, Franz Salhofer, Sepp Lichtenegger, Walter Schwabl, Helmut Diess, Ernst Wimmer, Walter Habersatter, Sigfried Scheutz, Rudi Wanner, Harald Winkler, Karl Schnabl, Hans Wallner, Hermann Heindl, Edi Federer, Hans Millonig |
| Finnland           | Juhani Ruotsalainen, Tauno Käyhkö, Martti Niemi |
| Frankreich         | Alain Macle, Gilbert Poirot, Jacques Gaillard |
| Jugoslawien        | Janez Demsa, Marjan Mesec, Peter Štefančič, Ludvik Zajc, Branko Dolhar, Drago Pudgar |
| Norwegen           | Bent Tomtum, Ingolf Mork, Frithjof Prydz, Jo Inge Bjørnebye, Odd Grette, Didrik Müller Ellefsen |
| Polen              | Ryszard Witke, Stanisław Gąsienica Daniel, Jan Bieniek, Tadeusz Pawlusiak, Józef Przybyła, Adam Krzysztofiak |
| Schweden           | Eilert Mähler, Håkon Lindbæck, Rolf Nordgren, Karl-Erik Johansson |
| Schweiz            | Hans Schmid, Sepp Zehnder, Walter Steiner, Ernst von Grünigen |
| Tschechoslowakei   | Jiří Raška, Rudolf Höhnl, Zbyněk Hubač, Rudolf Doubek, Bohumil Doležal, Bohuslav Novák, Josef Kraus, |
| Ungarn             | Mihály Gellér, Gyula Molnár, Antal Jambo |
| Vereinigte Staaten | Bruce Jennings, Bill Bakke, Greg Swor, Scott Berry |

## Oberstdorf
- Datum: 30. Dezember 1970[3]
- Land:  BR Deutschland
- Schanze: Schattenbergschanze

Das Auftaktspringen endete mit einem norwegischen Doppelerfolg, nach dem es nach dem ersten Durchgang aber überhaupt nicht aussah. Zunächst führte nach dem ersten Durchgang mit einem Sprung von 85,5 m der Schweizer Hans Schmid vor dem Polen Pawlusiak, zwei Springer, mit denen man nicht unbedingt in der Spitze gerechnet hatte. Mit Adam Krzysztofiak befand sich noch ein weiterer polnischer Springer in den Top Ten. Die erwartungsgemäß starke tschechoslowakische Mannschaft war mit ihren Assen Hubač, Raška und Höhnl auch unter den ersten Zehn vertreten. Im zweiten Durchgang legten allerdings die Norweger Mork und Tomtum mit sicher gestandenen 84-m-Sprüngen stark vor. Schmid konnte hingegen seinen 84-m-Sprung nicht stehen und fiel auf Platz 25 zurück. Somit konnte Ingolf Mork den ersten Tagessieg für sich erzielen, knapp vor seinem Landmann Tomtum. Pawlusiak ließ seinem guten ersten Sprung noch einen besseren zweiten Sprung folgen und sicherte sich Platz drei. Nach schwachen 76 m im ersten Durchgang konnte sich Vorjahressieger Horst Queck mit 83,5 m noch auf den siebenten Rang vorschieben. Insgesamt hatte sich aber nach dem Auftaktspringen noch kein Favorit herauskristallisiert, zu knapp waren die Abstände. Zwischen Platz eins und Vier waren es nur 3,2 Punkte, zwischen Platz sechs und Zehn gar nur 1,6 Punkte. Grundsätzlich war aber bereits abzusehen, das mit den Norwegern auch ohne Wirkola zu rechnen war.
| Pos. | Springer          | Land             | Punkte |
| ---- | ----------------- | ---------------- | ------ |
| 01   | Ingolf Mork       | Norwegen         | 235,8  |
| 02   | Bent Tomtum       | Norwegen         | 234,1  |
| 03   | Tadeusz Pawlusiak | Polen            | 233,7  |
| 04   | Zbyněk Hubač      | Tschechoslowakei | 232,5  |
| 05   | Jiří Raška        | Tschechoslowakei | 227,5  |
| 06   | Rudolf Höhnl      | Tschechoslowakei | 221,6  |
| 07   | Horst Queck       | DDR              | 221,2  |
| 08   | Bernd Eckstein    | DDR              | 221,1  |
| 09   | Tauno Käyhkö      | Finnland         | 220,5  |
| 10   | Józef Przybyła    | Polen            | 220,0  |

## Garmisch-Partenkirchen
- Datum: 1. Januar 1971[5]
- Land:  BR Deutschland
- Schanze: Große Olympiaschanze
- Zuschauer: 15.000

Auch beim Neujahrsspringen hieß der Sieger Ingolf Mork aus Norwegen, der mit zwei stilistisch sauberen Sprüngen 94,5 und 95 m das Springen für sich entschied. Dennoch ließ der Zweitplatzierte Jiří Raška nichts unversucht, Mork das Leben schwer zu machen. Lohn seiner Bemühungen war ein neuer Schanzenrekord von 97 m. Erstmals seit 1967 belegte auf Platz drei mit dem WM-Fünften von der Großschanze Tauno Käyhkö ein Finne wieder einen Podiumsplatz bei einem Tourneespringen. Darüber hinaus erreichten viere weitere Norweger Top-Ten-Platzierungen. Inmitten der Skandinavier und Tschechoslowaken konnte sich der erst 17-jährige Junioreneuropameister Bernd Eckstein mit Platz sieben achtbar aus der Affäre ziehen, was ihn in der Gesamtwertung einen guten achten Platz bescherte. Vorjahresgesamtsieger Horst Queck verabschiedete sich mit Platz 60 nach zwei Stürzen aus den Top Ten der Gesamtwertung.
| Zwischenstand nach 2 Springen | Zwischenstand nach 2 Springen | Zwischenstand nach 2 Springen |
| Pos.                          | Springer                      | Punkte                        |
| ----------------------------- | ----------------------------- | ----------------------------- |
| 01.                           | Mork                          | 476,0                         |
| 02.                           | Raška                         | 465,2                         |
| 03.                           | Hubač                         | 452,8                         |

| Pos. | Springer               | Land             | Punkte |
| ---- | ---------------------- | ---------------- | ------ |
| 01   | Ingolf Mork            | Norwegen         | 240,2  |
| 02   | Jiří Raška             | Tschechoslowakei | 237,7  |
| 03   | Tauno Käyhkö           | Finnland         | 229,6  |
| 04   | Jo Inge Bjørnebye      | Norwegen         | 225,2  |
| 05   | Zbyněk Hubač           | Tschechoslowakei | 220,3  |
| 06   | Didrik Müller Ellefsen | Norwegen         | 219,7  |
| 07   | Bernd Eckstein         | DDR              | 218,4  |
| 08   | Frithjof Prydz         | Norwegen         | 216,0  |
| 09   | Odd Grette             | Norwegen         | 215,6  |
| 10   | Bohuslav Novák         | Tschechoslowakei | 215,5  |

## Innsbruck
- Datum: 3. Januar 1971[7]
- Land:  Österreich
- Schanze: Bergiselschanze

Auf dem Bergisel wehte an diesem Tag die tschechoslowakische Fahne. Dreifacherfolg für die Mannschaft um Jiří Raška, fünf Springer in den Top Ten und Übernahme der Gesamtwertung durch eben jenen, bis dahin ewigen Zweiten Jiří Raška. Er hatte bereits im ersten Durchgang zum Angriff auf den bis dahin Gesamtführenden Mork geblasen, als er mit stilistisch sauber gesprungenen 94,5 m die Führung übernahm. Da konnte Mork noch mit 93 m standesgemäß kontern. Im zweiten Durchgang ersprang sich Hubač mit Tagesbestweite von 96 m den Tagessieg und Raška bot mit 92 m wieder einen starken Sprung an. Sein Landsmann Rudolf Höhnl schob sich nach 95 und 93,5 m auf Platz drei. Ingolf Mork hätte mit einem ähnlichen Sprung wie im ersten Durchgang in dies Phalanx noch einbrechen können, zumindest aber die Gesamtführung sichern können. Aber er konnte den Sprung nicht stehen und stürzte. Dies bedeutete Rang 16 in der Tageswertung und gegenüber Raška einen Verlust von über 20 Punkten. So waren nun aus über 10 Punkten Vorsprung plötzlich fast 10 Punkte Rückstand in der Gesamtwertung geworden. Und Tagessieger Hubač lag nun auch nur hauchdünn hinter Mork, so dass ein tschechoslowakischer Doppelerfolg in der Gesamtwertung im Bereich des Möglichen lag. Abseits dieses Wechsels an der Spitze waren zwei Schweizer Top-Ten-Platzierungen in der Tageswertung zu vermelden. Trotz eines 20. Platzes in Innsbruck konnte sich Bernd Eckstein als bester DDR-Springer noch auf Platz neun der Gesamtwertung halten.
| Zwischenstand nach 3 Springen | Zwischenstand nach 3 Springen | Zwischenstand nach 3 Springen |
| Pos.                          | Springer                      | Punkte                        |
| ----------------------------- | ----------------------------- | ----------------------------- |
| 01.                           | Raška                         | 709,1                         |
| 02.                           | Mork                          | 699,7                         |
| 03.                           | Hubač                         | 698,8                         |

| Pos. | Springer          | Land             | Punkte |
| ---- | ----------------- | ---------------- | ------ |
| 01   | Zbyněk Hubač      | Tschechoslowakei | 246,0  |
| 02   | Jiří Raška        | Tschechoslowakei | 243,9  |
| 03   | Rudolf Höhnl      | Tschechoslowakei | 240,2  |
| 04   | Bent Tomtum       | Norwegen         | 237,0  |
| 05   | Josef Kraus       | Tschechoslowakei | 235,9  |
| 06   | Walter Steiner    | Schweiz          | 235,4  |
| 07   | Tauno Käyhkö      | Finnland         | 234,1  |
| 08   | Jo Inge Bjørnebye | Norwegen         | 233,8  |
| 09   | Bohumil Doležal   | Tschechoslowakei | 230,9  |
| 10   | Hans Schmid       | Schweiz          | 228,4  |

## Bischofshofen
- Datum: 6. Januar 1971[9]
- Land:  Österreich
- Schanze: Paul-Außerleitner-Schanze

Mit Spannung wurde nun das letzte Springen erwartet, konnte doch der Gesamtführende Raška bei den vorherigen drei Tourneen immer in Bischofshofen gewinnen. Allerdings gab sich Mork noch nicht vorzeitig geschlagen und sprang im ersten Durchgang 101 m, welche der kurz darauf startende Raška mit 101,5 m und besseren Haltungsnoten konterte. Im zweiten Durchgang setzte Mork mit 102,5 m noch einen drauf und sicherte sich somit den Tagessieg, Raška sprang aber in Kenntnis des Ergebnisses von Mork sichere 100 m, die am Ende nur 2,3 Punkte Verlust auf den Norweger bedeuteten. Im Schatten dieses Duell sicherte Innsbrucksieger Hubač mit dem dritten Platz sein gutes Gesamtergebnis ab. Darüber hinaus Kraus, Doležal und Höhnl insgesamt wieder fünf Tschechoslowaken in die Top Ten der Tageswertung.
| Pos. | Springer               | Land             | Punkte |
| ---- | ---------------------- | ---------------- | ------ |
| 01   | Ingolf Mork            | Norwegen         | 241,2  |
| 02   | Jiří Raška             | Tschechoslowakei | 238,9  |
| 03   | Zbyněk Hubač           | Tschechoslowakei | 226,6  |
| 04   | Tauno Käyhkö           | Finnland         | 225,5  |
| 05   | Tadeusz Pawlusiak      | Polen            | 224,8  |
| 06   | Walter Steiner         | Schweiz          | 223,3  |
| 07   | Frithjof Prydz         | Norwegen         | 220,8  |
| 08   | Josef Kraus            | Tschechoslowakei | 220,7  |
| 09   | Bohumil Doležal        | Tschechoslowakei | 220,6  |
| 10   | Rudolf Höhnl           | Tschechoslowakei | 219,8  |
| 10   | Didrik Müller Ellefsen | Norwegen         | 219,8  |

## Gesamtstand
Nachdem Jiří Raška seit seinem Debüt bei der Tournee immer die Top Ten der Gesamtwertung erreicht hatte, darunter zweimal den zweiten Platz, gelang ihm diesmal der Gesamtsieg, und das, ohne ein Springen zu gewinnen. Die Tournee lebte dabei von dem Duell mit dem Norweger Ingolf Mork, der trotz dreier Tagessiege knapp geschlagen wurde. Die norwegische und die tschechoslowakische Mannschaft brachten jeweils drei Springer unter die besten Zehn der Gesamtwertung und waren damit die mit Abstand besten Teams. Mit Platz vier von Tauno Käyhkö zeigte die finnische Mannschaft erstmals seit Jahren wieder ein Lebenszeichen. Zu den geschlagenen Mannschaften gehörte das DDR-Team um Vorjahressieger Horst Queck, welches in Youngster Bernd Eckstein auf Platz zehn den besten Springer hatte. Müßig ist die Spekulation darüber, wie die Tournee in Anwesenheit der sowjetischen Springer ausgegangen wäre. Das Team um Doppelweltmeister Napalkow hatte durchaus berechtigte Chancen auf einen Gesamtsieger aus seinen Reihen.
| Rang | Name              | Nation           | Gesamt- wertung | Oberst- dorf | Garmisch- Partenk. | Inns- bruck- | Bischofs- hofen |
| ---- | ----------------- | ---------------- | --------------- | ------------ | ------------------ | ------------ | --------------- |
| 01   | Jiří Raška        | Tschechoslowakei | 948,0           | 227,5 / 05.  | 237,7 / 02.        | 243,9 / 02.  | 238,9 / 02.     |
| 02   | Ingolf Mork       | Norwegen         | 940,9           | 235,8 / 01.  | 240,2 / 01.        | 223,7 / 16.  | 241,2 / 01.     |
| 03   | Zbyněk Hubač      | Tschechoslowakei | 925,4           | 232,5 / 04.  | 220,3 / 05.        | 246,0 / 01.  | 226,6 / 03.     |
| 04   | Tauno Käyhkö      | Finnland         | 909,7           | 220,5 / 09.  | 229,6 / 03.        | 234,1 / 07.  | 225,5 / 04.     |
| 05   | Rudolf Höhnl      | Tschechoslowakei | 893,7           | 221,6 / 06.  | 215,5 / 11.        | 240,2 / 03.  | 219,8 / 11.     |
| 06   | Jo Inge Bjørnebye | Norwegen         | 890,9           | 218,7 / 11.  | 225,2 / 04.        | 233,8 / 08.  | 213,2 / 14.     |
| 07   | Tadeusz Pawlusiak | Polen            | 886,7           | 233,7 / 03.  | 208,8 / 16.        | 219,4 / 22.  | 224,8 / 05.     |
| 08   | Frithjof Prydz    | Norwegen         | 877,5           | 213,9 / 14.  | 216,0 / 08.        | 226,8 / 12.  | 220,8 / 07.     |
| 09   | Walter Steiner    | Schweiz          | 876,9           | 218,1 / 12.  | 204,5 / 24.        | 235,4 / 06.  | 223,3 / 06.     |
| 10   | Bernd Eckstein    | DDR              | 869,0           | 221,1 / 08.  | 218,4 / 07.        | 220,0 / 20.  | 209,5 / 16.     |